# Habiru
Habiru o també Hapiru i Apiru és un poble que apareix esmentat a les inscripcions de l'antic Egipte, i en diverses fonts antigues, tant hitites i accàdies com sumèries i mesopotàmiques.
Els habiru, que en els textos hitites són habitualment mercenaris contractats durant les guerres, es descriuen com un poble apàtrida, sense cap vinculació amb la societat, només com a soldats de fortuna. Les referències diuen que era un grup molt mòbil, refugiats d'altres estats, que per algun motiu desconegut es van anar instal·lant en diferents països. La paraula va arribar a ser un insult dirigit a persones sense estatus i sense pàtria. Els egipcis, sobretot en època de Ramsès II, els utilitzaven com a mà d'obra, i s'ha cregut que entre ells hi hauria els hebreus dels que parla l'Èxode. Avui dia, la identificació d'aquests habiru amb els hebreus generalment es descarta per part dels historiadors, ja que els hebreus bíblics són un poble homogeni, no un grup d'homes sense casta.
En temps d'Amenofis III i del seu fill Akhenaton el país d'Amurru era una regió salvatge dominada per un grup de tribus nòmades governades per Abdi-Asirta. Aquest home es va proposar conquerir la regió i va reunir al seu entorn una sèrie d'aventurers seminòmades, els anomenats habiru, als que va prometre llibertat de saqueig. Va sortir de les muntanyes i va començar la conquesta, primer atacant als grups de comerciants que passaven pel seu territori, i després envaint les ciutats. En poc temps es va apoderar d'una extensa zona fins que els egipcis van enviar una expedició contra ell, el van capturar i segurament el van matar. Però el seu fill, Aziru, va seguir comandant els habiru i conquerint nous territoris, fins que Subiluliuma I va sotmetre el regne d'Amurru i als habiru.